# Biblioteca di Alessandria
La Biblioteca reale di Alessandria fu la più grande e ricca biblioteca del mondo antico ed uno dei principali poli culturali ellenistici. Andò distrutta nell'antichità, probabilmente più volte tra l'anno 48 a.C. e il 642 d.C. In suo ricordo è stata edificata, ed è in funzione dal 2002, la moderna Bibliotheca Alexandrina.
La Biblioteca di Alessandria fu costruita nel III secolo a.C. durante il regno di Tolomeo II Filadelfo. Questo polo culturale, annesso al Museo, era gestito da un sovrintendente (ἐπιστάτης), ruolo di grande autorità. Il sovrintendente era nominato direttamente dal re (il primo filologo ad occupare tale carica fu Zenodoto di Efeso) e dirigeva un gruppo di grammatici e filologi che avevano il compito di annotare e correggere i testi delle opere custodite, redigendone edizioni critiche che venivano poi conservate all'interno della Biblioteca stessa. Si ritiene che, al tempo di Filadelfo, i rotoli (volumen) conservati fossero tra i 490 000 e i 700 000. Quando lo spazio non fu più sufficiente, venne costruita una seconda struttura, la Biblioteca del Serapeo.

## Origini
La Biblioteca di Alessandria fu fondata dai Tolomei, la dinastia greco-egizia che trae le sue origini, nel 305 a.C., da uno dei diadochi di Alessandro Magno. È probabile che l'ideazione della biblioteca sia stata di Tolomeo I Sotere, che fece edificare anche l'annesso tempio delle Muse, il Museo. La biblioteca fu arricchita nel tempo tra IV e I secolo a.C., come sarebbe comprovato dalla Lettera di Aristea, che attribuisce l'iniziale organizzazione della biblioteca a Demetrio Falereo, amico di Teofrasto e allievo di Aristotele, la cui biblioteca sarebbe servita da esempio per l'ordinamento di quella di Alessandria. Secondo le fonti, Demetrio fu cacciato da Tolomeo II (figlio di Tolomeo I) all'inizio del suo regno ed è quindi probabile che i lavori di costruzione della biblioteca iniziassero già sotto Tolomeo I; sicuramente è da attribuire al Filadelfo l'impulso dato all'acquisizione di opere, soprattutto con il cosiddetto "fondo delle navi", che deve il suo nome al fatto che, secondo un editto faraonico, tutti i libri che si trovavano sulle navi che sostavano nel porto di Alessandria dovevano essere lasciati nella biblioteca in cambio di copie.
Da ricordare che in questo periodo (III secolo a.C.) fu intrapresa la traduzione in greco dell'Antico Testamento, che era scritto in ebraico, che divenne nota come Septuaginta o "Bibbia dei Settanta".
Al tempo di Tolomeo III dovevano esistere già due biblioteche: la più grande, all'interno del palazzo reale, adibita alla consultazione da parte degli studiosi del Museo, mentre la seconda, più piccola e destinata alla pubblica lettura, si trovava all'esterno della corte, nel tempio di Serapide, il Serapeo di Alessandria; comunque, si presume che al tempo di Filadelfo i rotoli conservati nella biblioteca maggiore fossero circa 490.000, mentre quelli della biblioteca del Serapeo ammontassero a circa 42.800, anche se l'esatta consistenza libraria della Biblioteca di Alessandria, come anche il numero degli autori dei libri, è sconosciuta, dato che molti rotoli potevano contenere più opere e molti di questi potevano essere duplicati.
Il primo direttore della biblioteca fu Zenodoto di Efeso, famoso per l'edizione critica dei poemi di Omero e al quale si deve la sistemazione in ordine alfabetico del patrimonio librario, mentre la prima catalogazione delle opere contenute nella biblioteca si deve forse a Callimaco di Cirene, invitato da Tolomeo I ad unirsi al circolo di intellettuali della corte alessandrinaː la sua grande opera, i Pinakes o «Tavole delle persone eminenti in ogni ramo del sapere con l'elenco delle loro opere», è probabilmente una versione dell'elenco per categorie redatto per il catalogo della biblioteca reale.
Dopo la direzione di Apollonio Rodio, nella seconda metà del III secolo a.C. fu a capo della biblioteca il grande geografo Eratostene, che, a differenza dei predecessori, contribuì all'aumento dei trattati di ambito scientifico; egli era anche uno dei primi filologi, anche se fu comunque nella prima metà del II secolo a.C. con Aristofane di Bisanzio ed Aristarco di Samotracia che la lessicografia e la filologia alessandrina toccarono l'apice della loro fortuna.
Dopo la metà del II secolo le complesse vicende interne e i disordini sociali non permisero ai Tolomei di proseguire la politica culturale dei predecessori e la Biblioteca ed il Museo persero progressivamente il ruolo che avevano ricoperto in passato.

## Distruzione della biblioteca

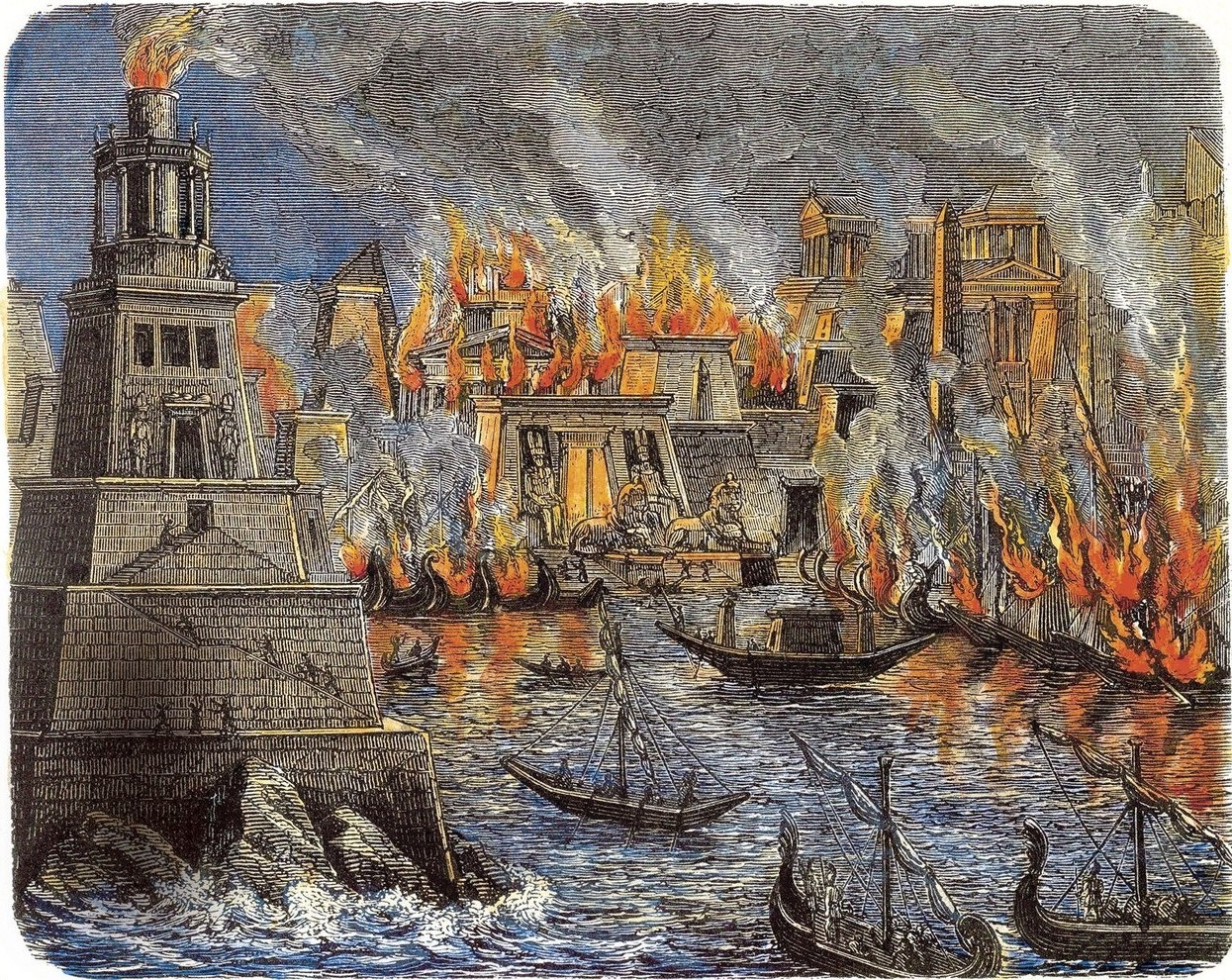
Incendio di Alessandria e della sua biblioteca, in un'incisione di Hermann Göll (1876)

Fonti antiche e moderne identificano quattro possibili occasioni in cui sarebbe potuta intervenire una distruzione parziale o totale della Biblioteca:
1. L'incendio del 48 a.C. di Giulio Cesare;
2. L'attacco di Aureliano intorno al 270 d.C.;
3. Il decreto di Teodosio I del 391 d.C.;
4. La conquista araba del 642 d.C.

### La conquista di Giulio Cesare
Le fonti riguardanti la fine della Biblioteca di Alessandria sono contraddittorie ed incomplete e rendono ardua una ricostruzione condivisa dell'episodio e della sua datazione. La prima notizia di un incendio che distrusse almeno parte del patrimonio librario concerne la spedizione di Giulio Cesare in Egitto. In seguito ai disordini scoppiati ad Alessandria, un incendio si sviluppò nel porto della città, danneggiando la biblioteca.
Dei sedici scrittori che hanno tramandato notizie sull'episodio, dieci, fra cui lo stesso Cesare nella Guerra alessandrina, Cicerone, Strabone, Livio, Lucano, Floro, Svetonio, Appiano ed Ateneo non riportano alcuna notizia relativa all'incendio del Museo, della Biblioteca o di libri. Le principali notizie riguardo all'incidente sono fornite da vari autori:
| Autore                             | Opera                                                                                 | Testo |
| ---------------------------------- | ------------------------------------------------------------------------------------- | --- |
| Seneca (49)                        | afferma che furono bruciati 40.000 libri.                                             | «Quadraginta milia librorum Alexandriae arserunt. Pulcherrimum regiae opulentiae monumentum alius laudauerit, sicut et Livius, qui elegantiae regum curaeque egregium id opus ait fuisse [...]» (IX,5) - Tramite la menzione esplicita in Seneca, inoltre, è riportata la testimonianza di Livio, non tramandato altrimenti in forma integrale.                                                                                  |
| Plutarco (c. 117)                  | informa che il fuoco distrusse la grande Biblioteca                                   | |
| Aulo Gellio (123 - 169)            | comunica la notizia di 700.000 volumi bruciati.                                       | - Nelle Notti Attiche l'autore riporta varie informazioni di carattere linguistico, letterario e più genericamente antiquario tra cui: «Ingens postea numerus librorum in Aegypto a Ptolemaeis regibus vel conquisitus vel confectus est ad milia septingenta voluminum: sed ea omnia, bello priore Alexandrino, dum diripitur ea civica, a militibus euxiliariis casu, non sponte neque opera consulta, incensa sunt» (VII, 17) |
| Cassio Dione Cocceiano (155 - 235) | informa che furono incendiati i depositi contenenti grano ed un gran numero di libri. | |
| Ammiano Marcellino (390)           | scrive di 700.000 volumi (septigenta voluminum milia) bruciati.                       | |
| Paolo Orosio (c. 415)              | conferma il dato di Seneca: 40.000 libri                                              | - Nell'Adversus Paganus Orosio inserisce maggiori informazioni storiografiche e riporta: «In ipso proelio regia classis forte subducta iubetur incendi. Ea flamma cum partem quoque urbis inuasisset, quadringenta milia librorum proximis forte edibus condita exussit, singulare profecto monumentum studii curaeque maiorum, qui tot tantaque inlustrium ingeniorum opera congesserant»                                       |
| Lucano                             | Riporta la presenza di una flotta                                                     | «Iam prope semustae merguntur in aequora classes, iamque hostes et tela natant. Nec puppibus ignis incubuit solis; sed quae vicina fuere tecta mari, longis rapuere vaporibus ignem, et cladem fovere noti, percussaque flamma turbine non alio motu per tecta cucurrit quam solet aetherio lampas decurrere sulco materiaque carens atque ardens aëre solo» (X)                                                                 |

Le incoerenze attestate riguardano, quindi, il numero di libri andati bruciati, l'origine dell'incendio e la collocazione della biblioteca. Per quest'ultima motivazione si è ipotizzato l'incendio del magazzino sulla costa, piuttosto che della biblioteca vera e propria.

### Prove dell'esistenza della biblioteca dopo Cesare

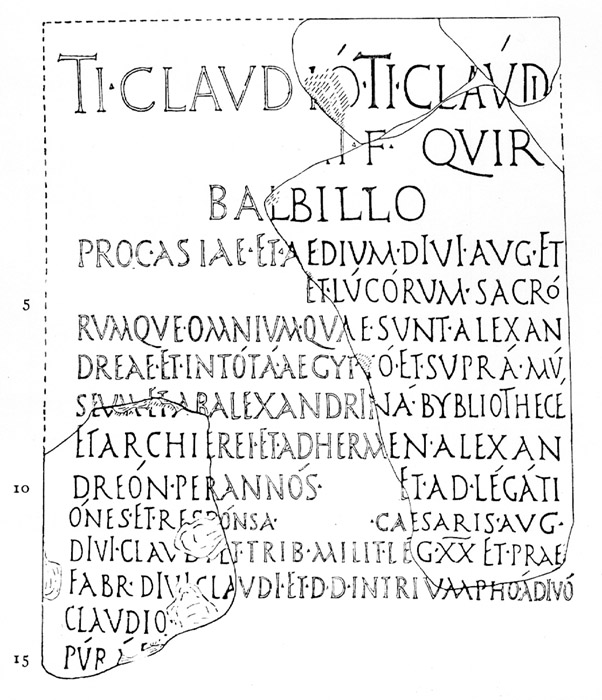
Iscrizione dedicata a Tiberio Claudio Balbillo (~79 d.C.) che conferma l'esistenza della Biblioteca nel I secolo, come affermano le fonti classiche.

Di tutte le fonti, Plutarco, nelle Vite parallele - Cesare, è l'unico che parla della distruzione della biblioteca riferita esplicitamente a Giulio Cesare. La testimonianza di una completa distruzione della biblioteca nel corso della guerra alessandrina, tuttavia, sarebbe inficiata non solo dalla discrepanza delle fonti, ma anche da altri indizi, che indurrebbero a pensare ad una perdita parziale e non alla distruzione dell'intero patrimonio librario.
L'interpretazione più plausibile è che solamente i libri depositati in un magazzino nei pressi del porto furono accidentalmente distrutti dal fuoco. Questa ipotesi sarebbe suffragata da altre fonti, che fanno supporre che la biblioteca fosse ancora in piedi anche successivamente all'episodio narrato. Si sa infatti che Strabone, durante il suo soggiorno in Egitto (25 a.C.-20 a.C.) lavorò nella biblioteca e che un ampliamento degli edifici fu realizzato da Claudio (41-54 d.C.).
La continuità storica della biblioteca sarebbe comprovata anche da un'iscrizione databile alla metà del I secolo d.C. e dedicata a Tiberio Claudio Balbillo, che avrebbe ricoperto un incarico supra Museum et ab Alexandrina bibliotheca.

### La guerra di Aureliano contro Zenobia
La distruzione della biblioteca è collocata da alcuni storici al tempo del conflitto che oppose l'imperatore Aureliano alla regina Zenobia di Palmira, verso il 270. Nel corso dei feroci scontri ingaggiati nella città di Alessandria, fu raso al suolo il Bruchion, quartiere della città dove si trovavano la reggia e, al suo interno, la biblioteca.

### L'editto di Teodosio I
In alternativa a questa teoria, alcuni studiosi, basandosi su fonti che attestano la sopravvivenza del Museo fino al IV secolo, hanno ipotizzato che la distruzione della biblioteca vada ricondotta ad una data vicina al 400. 

Secondo questa interpretazione, la fine della Biblioteca di Alessandria e del Museo sarebbe collegata a quella del Serapeo, la biblioteca minore di Alessandria, distrutto in seguito all'editto dell'imperatore Teodosio I del 391, ostile alla cosiddetta "saggezza pagana". Secondo altri studiosi quest'ipotesi sarebbe originata invece da una confusione tra le due biblioteche di Alessandria. E dunque la Biblioteca maggiore di Alessandria sarebbe sopravvissuta anche a questo episodio.

### La conquista araba dell'Egitto
Fonti più tarde narrano che nel 642 il generale ʿAmr b. al-ʿĀṣ, comandante delle truppe arabe che avevano appena conquistato l'Egitto, distrusse la biblioteca di Alessandria e i libri in essa contenuti su ordine del califfo ʿOmar.
ʿAbd al-Laṭīf al-Baghdādī (1162–1231) - lontano oltre mezzo millennio rispetto ai tempi del preteso evento - afferma che la biblioteca fu distrutta da ʿAmr, su ordine del secondo Califfo ʿOmar.
Il racconto - secondo il consueto uso di riproporre o riassumere quanto scritto da storici musulmani delle generazioni precedenti - è ripetuto anche da al-Qifti (1172-1248) nella sua Storia degli Uomini Dotti: si ritiene che sia questo il testo su cui Bar Hebraeus basò la sua versione della storia.
La più lunga versione del racconto è rintracciabile nella Historia Compendiosa Dynastiarum, opera dell'autore siriano di religione cristiana Barebreo, ossia Bar Hebraeus, (1226-1286), il cui vero nome era Abū l-Faraj. L'opera fu tradotta in arabo e fu integrata da materiale proveniente da fonti arabe precedenti. Nel testo racconta che un non meglio identificato "Ioannes Grammaticus" chiese ad ʿAmr che fare con i "libri nella biblioteca reale". ʿAmr scrisse a ʿOmar per averne istruzioni e "Il califfo rispose: «In quei libri o ci sono cose già presenti nel Corano, o ci sono cose che del Corano non fanno parte: se sono presenti nel Corano sono inutili, se non sono presenti allora sono dannose e vanno distrutte». Gli Arabi perciò bruciarono i libri per alimentare le caldaie dei bagni per i soldati ed essi bastarono per sostenere il fuoco per sei mesi"
Al-Maqrizi (1364 – 1442) menziona brevemente il racconto, parlando del Serapeo.
In analogia con questo racconto, Ibn Khaldun (1332 - 1406) riporta che ʿOmar ordinò la distruzione dei libri delle biblioteche dell'impero persiano appena conquistato.
Nel 1713 il monaco Eusèbe Renaudot giudicò il racconto della distruzione della biblioteca ad opera degli Arabi un falso; nei secoli, altri studiosi condivisero le conclusioni di Renaudot: Edward Gibbon nel XVIII secolo, Alfred J. Butler nel 1902, Victor Chauvin nel 1911, Paul Casanova e Eugenio Griffini nel 1923.
Nel 1990 l'orientalista Bernard Lewis ha suggerito che il racconto non sia autentico, ma che la sua origine sia dipesa dalla sua utilità per la propaganda del condottiero islamico Saladino, il quale nel 1171 dichiarò di aver distrutto la collezione fatimide di libri "eretici" ismailiti al Cairo, nel quadro della sua restaurazione del sunnismo, giustificando il suo gesto con un esplicito richiamo all'ordine di ibn al-Khaṭṭāb di distruggere la biblioteca alessandrina. Lewis ritiene che la storia del califfo ʿOmar che approvava la distruzione della biblioteca potesse rendere il gesto di Saladino più accettabile per la sua popolazione.

A contraddire questa ultima narrazione esiste tuttavia la testimonianza dello storico arabo al-Maqrizi (1364 -1442) che, nel suo Khiṭaṭ ricordava come lo svuotamento dei 100.000 volumi della Dār al-ḥhikma e della sua Khizānat al-kutub ("Tesoro dei libri") fosse cominciato ben prima dell'epoca di Saladino, poco dopo la morte di al-Afḍal Shāhanshāh, ultimo autorevole esponente del cosiddetto "visirato militare". I soldati turchi dell'Imam fatimide, in mancanza del loro soldo, andarono infatti a trafugare nel 1068 i libri per rivenderli sul florido mercato dei bibliofili, strappando in vari casi il cuoio delle rilegature per rattoppare le suole dei loro stivali.

Lewis ha successivamente trattato ancora la questione, ribadendo la sua posizione, nel saggio «The Arab Destruction of the Library of Alexandria» contenuto nel libro collettaneo apparso nel 2008, What happened to the Ancient Library of Alexandria?, a cura del direttore della nuova Bibliotheca Alexandrina, Ismail Serageldin.
Diversi altri studiosi hanno espresso scetticismo riguardo alla versione che vuole gli arabi responsabili.

## Serie dei capo-bibliotecari
- Zenodoto di Efeso (284 a.C. - 260 a.C.)
- Apollonio Rodio (260 a.C. - 246 a.C.)
- Eratostene di Cirene (245 a.C. - 195 a.C.)
- Aristofane di Bisanzio (195 a.C. - 180 a.C.)
- Apollonio Eidographos (180 a.C. - 175 a.C.)
- Aristarco di Samotracia (175 a.C. - 146 a.C.)

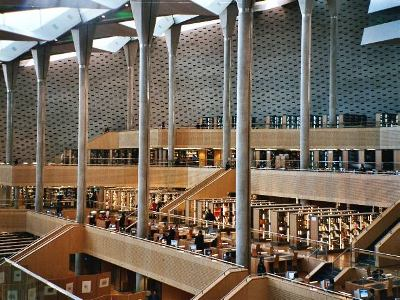
Interno della moderna biblioteca.

## Epoca moderna
Nel 2002 è stata inaugurata la nuova Biblioteca di Alessandria («Bibliotheca Alexandrina») su progetto di un gruppo di architetti norvegesi, statunitensi e australiani.
Costituisce un tentativo di far rivivere l'antica biblioteca, quale centro di studio ed erudizione di fama universale.